# Karmenkynna hembygdsgård
Karmenkynna hembygdsgård är en finngård och hembygdsgård samt ett friluftsmuseum i Lekvattnet i Torsby kommun, som ägs och drivs av Lekvattnets hembygdsförening.
Namnet Karmenkynna är en förvanskning av ordet "Käärmeenkynnäs", på svenska "ormkullen" eller "ormnäset". På Karmenkynna finns sammanlagt 18 byggnader från olika platser i bygden. I centrum ligger en manbyggnad med rökstuga, med en stor rökugn, och en svenskstuga. Rökstugan användes som bostad fram till 1910-talet.  
På Karmenkynna finns stammen av Sveriges på sin tid troligen högsta gran. Den var 48 meter och fälldes i Fryksende kyrkskog 2003 efter att ha torkat ut, 150 år gammal. Det fanns också en 180 år gammal tall, som mätte 37,6 meter när den fälldes. Den stod några hundra meter från granen.

## Byggnader
- Rökstugan uppfördes omkring 1780 och kommer från Örtjärnshöjden och flyttades till hembygdsgården 1923. Den tillbyggdes 1924 med svenskstugan.
- Ängslada från Josefsberg
- Loge och stall från Grunnhöjden
- Loge och ladugård från Södra Ängarna
- Rökbastun från gården strax nedanför hembygdsgården
- Lada från Josefsberg
- Smedja från Rottnedal
- Byggnad som numera är stekhus
- Härbre från Örtjärnshöjden
- Härbre från Tordyvelberg i grannsocknen Östmark
- Scen och dansbana
- Härbre från Skallbråten
- Skvaltkvarn från Nergården i Fäbacken, vilken har utnyttjat vattnet i Ulvån, troligen från 1869.
- Portlider från Forsnässäter i grannsocknen Gräsmark
- Sommarladugård från gården Tiola
- Lada från Kvarnberg
- Lada med stenkällare
- Ängslada från Järven

## Bildgalleri

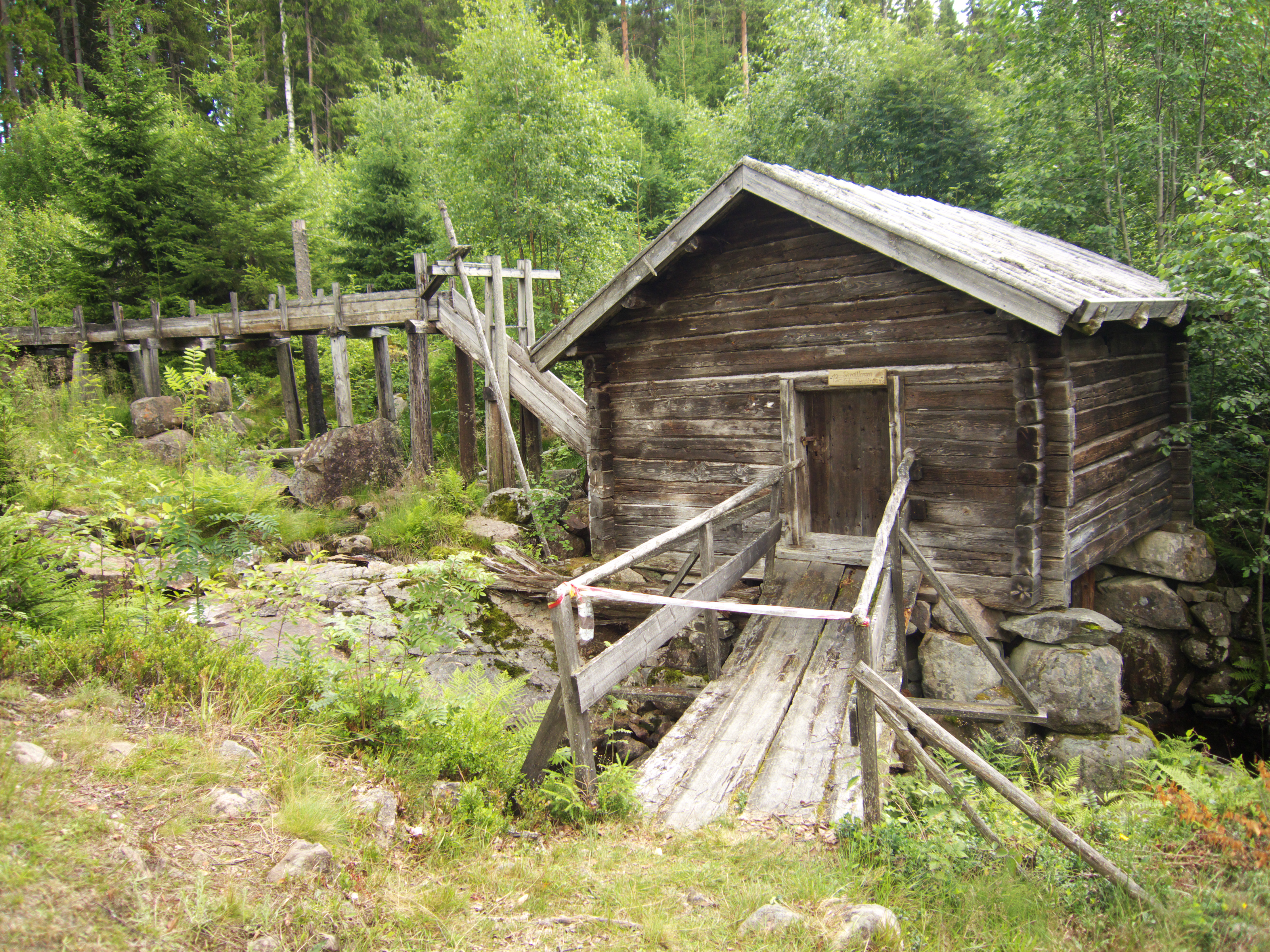
Skvaltkvarn från Nergården
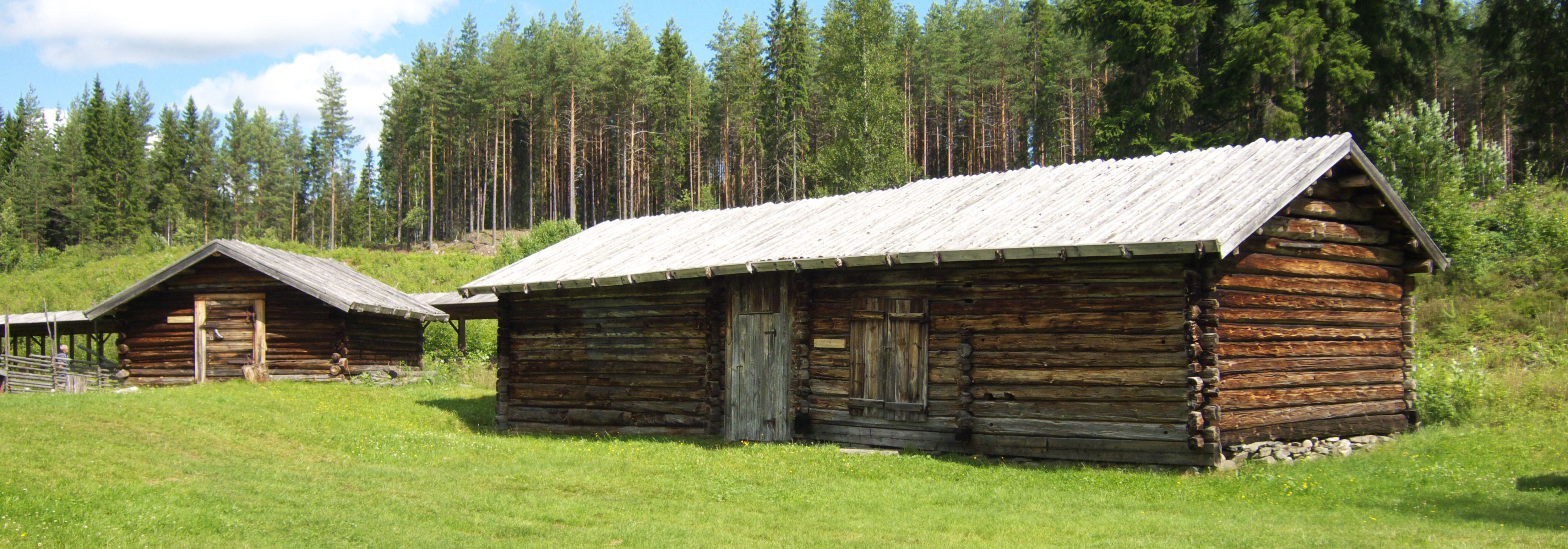
Loge och ladugård från Södra Ängarna (närmast) och lada från Josefsberg
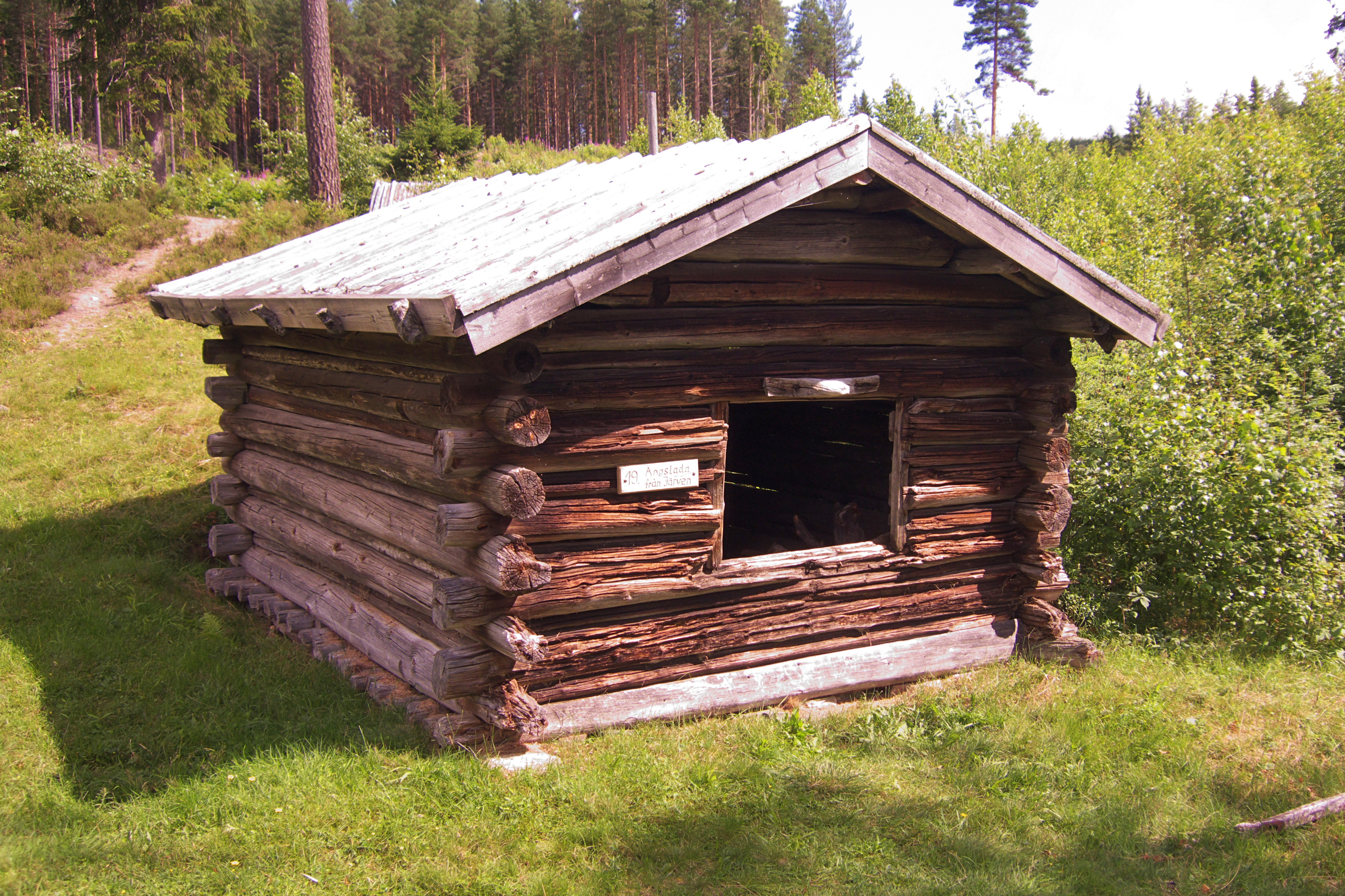
Ängslada från Järven
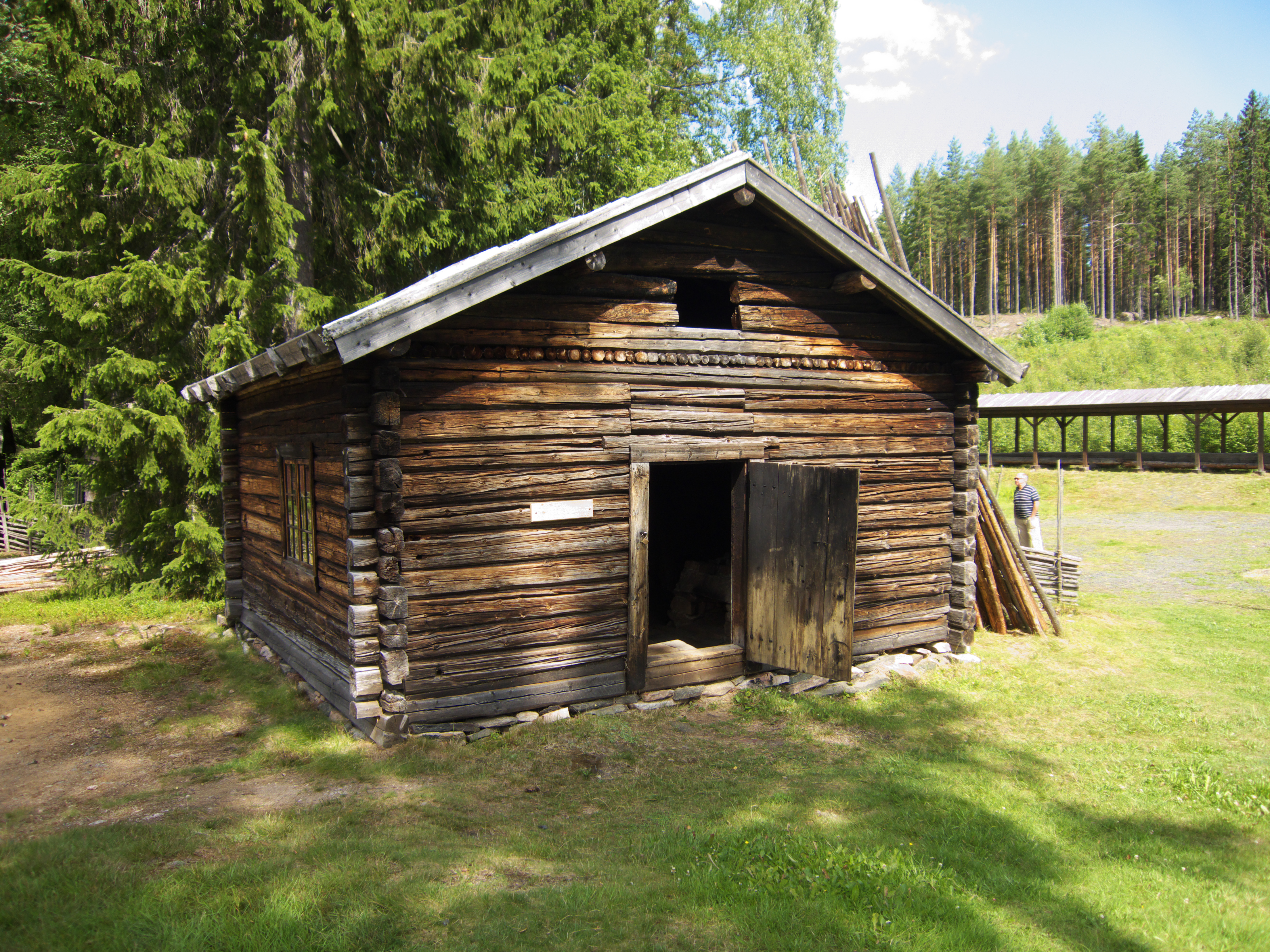
Rökbastu